# 羽衣伝説

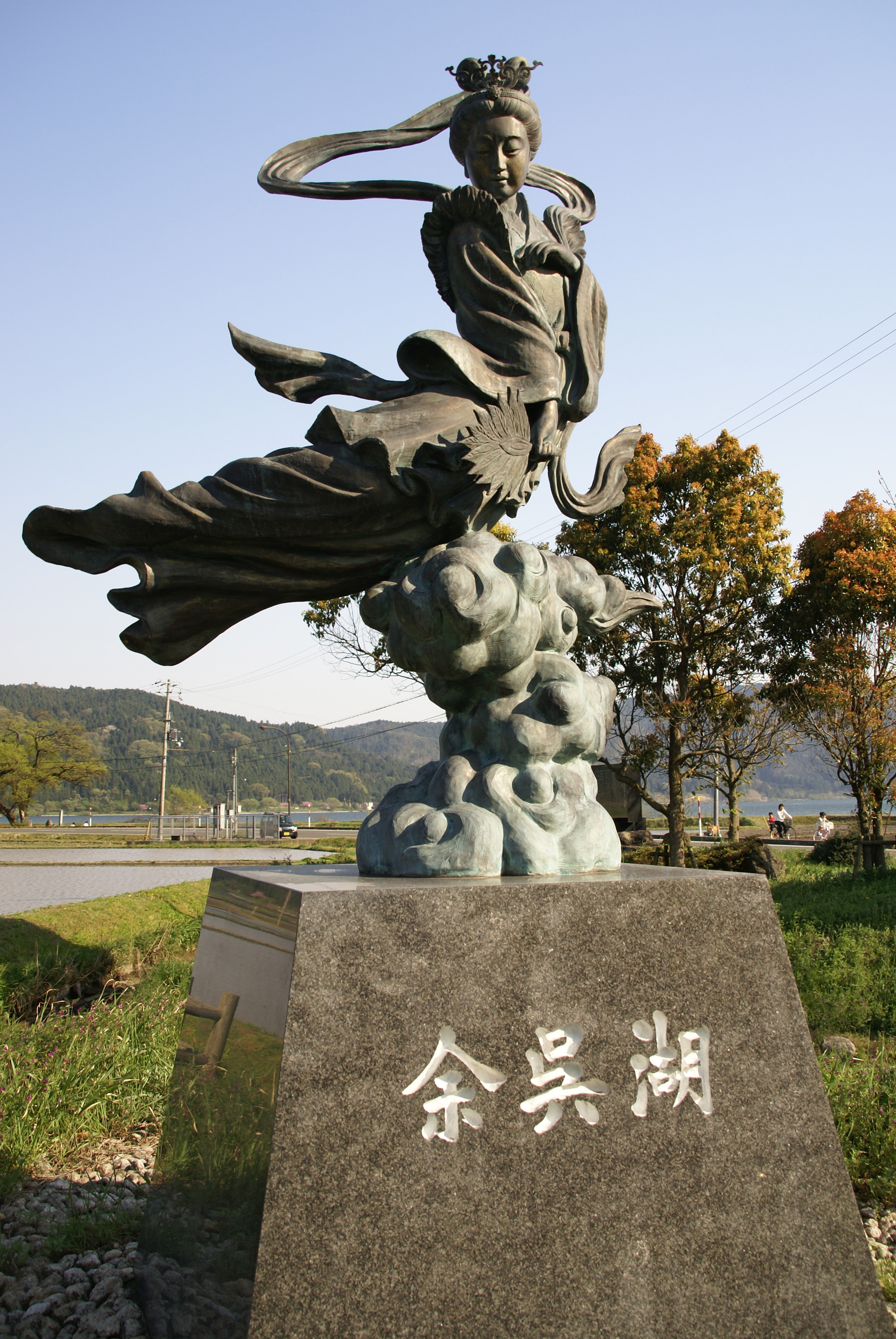
余呉湖畔にある天女像

羽衣伝説（はごろもでんせつ）は世界各地に存在する伝説のひとつ。多くは説話として語り継がれている。日本で最古の羽衣伝説とされるものは風土記逸文として残っており、滋賀県長浜市の余呉湖を舞台としたものが『近江国風土記』に、京都府京丹後市峰山町を舞台としたものが『丹後国風土記』に見られる。
日本の他の地方での羽衣伝説はこれら最古の伝説が各地に広まりその地に根付いたものと考えられる。天女はしばしば白鳥と同一視されており、白鳥処女説話 (Swan maiden)系の類型とみなされる。これは異類婚姻譚の類型のひとつで、日本のみならず、広くアジアや世界全体に見うけられ、天女をその部族の祖先神とみなす小規模な創世神話の型をとる。

## 概説

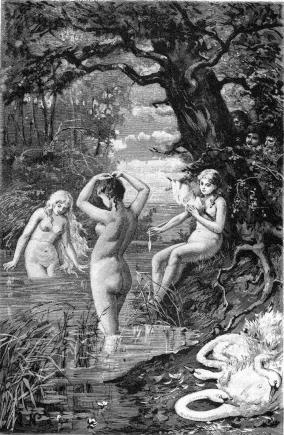
3人の白鳥乙女。「ヴェルンドの歌」のヴァルキュリャが白鳥の羽衣を脱いでいる。詩の中で彼女たちは亜麻を紡いでいて、裸で沐浴はしていない。

日本をはじめ、世界各地に同じような伝説が伝えられている。共通点として、基本的な登場人物に「羽衣によって天から降りてきた天女（てんにょ）」「その天女を我がものとする男」の2人が挙げられる。同様の伝承は世界各地に残り、発祥はインドのプルーラブアス王の説話であるとする説もある。アールネ・トンプソン・ウターの分類による「国際民話話型ATU」の413番、「盗まれた服」（旧「服を盗むことによる結婚」）にあたるタイプの民話である。

### ストーリー
1. 水源地（海岸・湖水）に白鳥が降りて水浴びし、人間の女性（以下天女）の姿を現す。
2. 天女が水浴びをしている間に、天女の美しさに心を奪われたその様子を覗き見る存在（男、老人）が、天女を天に帰すまいとして、その衣服（羽衣）を隠してしまう。
3. 衣類を失った1人の天女が飛びあがれなくなる（天に帰れなくなる）

日本の羽衣伝説では、ここから近江型と丹後型でわかれる。
- 近江型（昇天型）
  1. 天に帰れなくなった天女は男と結婚し子供を残す（幸をもたらす）。
  2. 天女は羽衣を見つけて天上へ戻る
  3. 後日談（後述）

- 丹後型（難題型）
  1. 天に帰れなくなった天女は、老夫婦の子として引き取られる
  2. 天女は酒造りにたけ、老夫婦は裕福となる
  3. 老夫婦は自分の子ではないと言って追い出す
  4. 天女はさまよった末ある地に留まる（トヨウケビメ）

#### 類型
羽衣の隠し場所
穀物の貯蔵場所 :蔵、おひつ、ワラ束の中、カマド、ナガモチ
植物の植えてある場所 :畑の中、花の中、藪の中
珍しい所では、大黒柱の中というものもある。これらの隠し場所は、天女に豊穣霊あるいは穀霊としての側面があった為と考えられる。
後日談

地域によりかなりの差異が認められる。幾つかのパターンを記す。
- 昇天型：羽衣を見つけた天女が、夫を捨てて天にかえってしまう。子供を一緒に連れて行く場合もある。
- 難題型：山間部に多い。天女の父が難題を出す七夕伝説に連続する。焼畑農耕地帯との関連が指摘[要説明]されている。
- 七星型：北斗七星のうちの1つのぼんやりしたものを泣き暮れている天女に設定する。
  - 日本では沖縄県（北限奄美大島）にのみ存在。
  - 世界的には東南アジア、中国南部などに存在する。
- 再会型：九州地方に多い。稲作農耕地帯との関連も考えられている。
  - 夫と相思相愛になった天女が、天の父に夫を認めてもらうため、夫を助ける。
  - 天に帰れなくなった天女は男と結婚し子供を残す（幸をもたらす）。
  - ところが、その後の経緯を特定しないケースもあり、男は舞を見たいと所望するが夫婦にはならず、その場で天女に羽衣を渡してしまう。

天女を祖先神とする説話の型では、千葉県千葉市に伝わる羽衣伝説は千葉氏の出自（さらに千葉の由来）を述べる。余呉に伝わる別の羽衣伝説では菅原道真の、沖縄県宜野湾市森の川の飛衣（とびんす＝羽衣）伝説では察度王の出自について語られている。鳥取県湯梨浜町と倉吉市に伝わる羽衣伝説では羽衣石城主・南条氏の出自のほか、打吹山や倉吉の地名の由来についても語られている。 

## 日本の羽衣伝説

### 近江国
『帝王編年紀』養老7年/723年の条の文（『近江国風土記』逸文とされる）に伝わる、滋賀県長浜市余呉湖 にまつわる羽衣伝説。「昇天型」とされる。

### 丹後国
『丹後国風土記』によれば、丹後国丹波郡の比治の里の比治山の「真奈井」という井（泉）に、八人の天女が水浴びしていたところ、そのうちの一人の老翁が羽衣を隠して帰られなくし、これを強いて養子にとった。後世だが、坂士仏『大神宮参詣記』にも丹後国の川辺の逸話として言及される。
この「比治山」は磯砂山、場所は京都府京丹後市峰山町に比定される。当例は羽衣伝説の「難題型」に分類される。

### 各地の羽衣伝説
上記のほか、日本各地に類似の伝承が残る。
- 千葉県佐倉市 - 昇天型
- 千葉県千葉市（羽衣の松） - 昇天型
- 千葉県君津市浦田（『久留里記』細田妙見天女の伝説）[8]
- 静岡県静岡市清水区三保の松原 （『本朝事蹟考』、『神社考』等）- 昇天型[8]
- 大阪府交野市天野川流域（『河内国名所図会』天川の羽衣伝説）[8]
- 鳥取県東伯郡湯梨浜町羽衣石 - 昇天型
- 鳥取県倉吉市仲ノ町 - 昇天型
- 沖縄県宜野湾市真志喜

羽衣伝説はないが、福島県伊達郡川俣町には絹の里となるに至った小手姫伝説があり、天女の羽衣のような世界一薄い絹織物「フェアリー・フェザー」で知られる。また、大阪府高石市羽衣には、浜寺公園にあった名松のひとつ「羽衣の松」にちなんだ羽衣駅が開業し、旧称の今在家から羽衣と改称した経緯がある。

## ユーラシア大陸の羽衣伝説
朝鮮
江原道金剛山にまつわる伝承である。貧しくも誠実な樵が猟師に追われた1匹の獐（あるいは鹿）を憐れみ匿ったところ、返礼として、天女を妻とするために沐浴の間に衣服を隠すことを教わり、その通りにする。衣を失って飛べなくなった天女はやむをえず男の妻となり複数の子を儲けるが、やがて衣を取り戻して天に帰る。その後の展開には、日本の羽衣伝説同様、いくつかの系統がある。
中国
『捜神記』によれば、豫洲新喩県の男が田に6～7人の女を見つけ、隠れて近づき、脱いでおかれていた衣を1枚隠す。男が姿を見せると女たちは鳥となって飛び去るが、衣を失った1羽は飛び立つことができない。男はそれを捕らえて妻とし、3人の娘を生ませるが、やがて女は娘から父に衣の隠し場所を聞き出させて取り戻し、娘たちを連れて去る。『玄中記』に残る姑獲鳥伝説にも同様の展開がみられる。
ベトナム
樵の男が人の気配のない泉で沐浴する数人の仙女を見つけ、1人の着物を米蔵の底に隠し、仙女を己の妻とする。数年は睦まじく暮らすが、息子が3歳になったある日、夫の不在時に米を売った仙女は着物を見つけ、自らの櫛を息子の襟に付けて去る。男は帰宅後に事情を知り、息子を連れて泉に向かい、息子が水に櫛を沈める。仙女は2人を認めて共に暮らすことになるが、仙女の召使の不注意により父と子は海で溺死し、仙女は召使を罰して明けの明星に変えてしまう。他説では、仙女自身が明けの明星となり、父と子は宵の明星になって、互いに捜しあっているが二度と会うことはできない、とする。
インドネシア
インドネシアの中央セレベスには、天女が蟹や鸚鵡、鳩の姿をとる羽衣伝説が伝わる。また、ジャワ島には「羽衣天女」と「鶴の恩返し」双方の要素をもつ伝承が伝わる。そのほかボルネオ、ハルマヘラ島等、各地に羽衣天女（羽衣伝説）と同様の展開をする説話が伝わっている。
フランス
「作者不詳の『グラアランの短詩』の主人公グラアランは、森の中で真っ白な雌鹿を見かける。その雌鹿が彼の眼前に飛び出してきたので呼びかけたが、雌鹿は離れていく。彼は馬で雌鹿の後を追うが追いつけず、広野にある泉へと導かれる。泉では1人の乙女が水浴びをしていて、2人の別の乙女がそのほとりにいた。水浴びしている乙女の衣服は、草叢の中に置かれていた。グラアランはその衣服を奪い、娘を無理やり引き留めようと考えた。その後、グラアランはこの娘を妻に迎える［後にグラアランは宮廷で皆が王妃の美貌を称える中、王妃よりも美しい女性が見つけられると断言する。これにより、2人の恋を誰にも明かさないという妻との約束を破る。妻を失ったグラアランは、王妃を侮辱した罪で判決を待つ身となったが、判決の日に妻が現れて無罪放免となる］。そして妻は馬で森に向かい、川へ入っていく。後を追ったグラアランが川で溺れそうになると、妻は彼を一緒に自国へ連れ帰ったという」。
同様の伝承は、メラネシアのニュー・ヘブライデス島や、モンゴル、シベリア、アイヌ人の神話にもみられる。

## 北米・南米の羽衣伝説
カナダのアルゴンキン族の神話、南米ガイアナのアラワク族の神話に、羽衣神話と同種の伝承が残る。

## 関連資料
- 山田仁史「羽衣伝承にみるミンゾク学と文学の接点」（野田研一・奥野克巳編『鳥と人間をめぐる思考：環境文学と人類学の対話』勉誠出版、2016年）271−292頁